# Geoffrey Deckers
Geoffrey Deckers (Den Haag, 1969 - 29 juni 2020) was een Nederlandse dierenrechtenactivist die gezien wordt als een belangrijke grondlegger voor het dierenactivisme in Nederland. Hij was voorzitter en (met zijn partner) medeoprichter van Een Dier Een Vriend (nu Diervriendelijk Nederland). Daarnaast was hij voorzitter van de European Coalition to End Animal Experiments. Ook was hij bestuurslid bij de Nederlandse Federatie Dierenopvang Organisaties, de Stichting voor de Afschaffing van Dierproeven, dierenopvangorganisatie La Gula Lupis, de Haagse knaagdierenopvang en bij de stichting Pro Animalia International, tegenwoordig JAAN Nederland, en zette de Nederlandse afdeling op van PETA in de jaren 1990.

## Loopbaan

### Begin van een missie (jaren-'80)
Het leed dat niet-menselijke dieren wordt aangedaan, raakte Deckers al in zijn tienerjaren. Het eerste moment waarop Deckers zich verantwoordelijk voelde om op te komen voor niet-menselijke dieren, was toen hij in 1983 op 14-jarige leeftijd met de klas aan het Sint-Janscollege in Den Haag op excursie ging naar het TNO primatencentrum in Rijswijk, waar apen worden gebruikt als proefdier. Kort daarop reageerde hij - als enige - op een advertentie in het Algemeen Dagblad van Holocaust-overlevende Marion Bienes die vrijwilligers zocht bij haar acties in haar strijd tegen dierproeven, waarbij zij zich opsloot in een kooi op prominente plaatsen als het Binnenhof om aandacht te vragen voor dieren in laboratoria. Geoffrey assisteerde naast de kooi door folders uit te delen en in discussie te gaan met volwassenen. Hoewel het leeftijdsverschil groot was, werden ze beste vrienden.
Toen Deckers 17 jaar was, en in de 4e klas van de Havo zat, was hij actief bij Stichting Lekker Dier (nu Stichting Wakker Dier) en nam dit serieuzer dan school. Daar deed hij onder andere mee aan acties zoals een tegen de dikbilfokkerij in de veehallen in Den Bosch. In het scholierenblad Blikopener was Geoffrey vastberaden: "De strijd tegen de bio-industrie is een zaak van lange adem. En ik denk dat wij de langste adem hebben." Deckers werd vervolgens actief bij de Nederlandse Bond tot Bestrijding van de Vivisectie (nu Stichting Proefdiervrij). Doordat hij had meegedaan aan een protestactie werd hij tijdens een les uit de klas gehaald door de politie. Hierop liet hij zijn eindexamen varen en ging hij voltijds aan de slag bij dierenorganisaties. Met een mavo-diploma op zak, werd hij fulltime activist.

### Start als professioneel dierenactivist (1987)
Gedurende de jaren-80 was Deckers werkzaam als regiocoördinator voor de Nederlandse Bond tot Bestrijding van de Vivisectie (NBBV, nu Stichting Proefdiervrij). Hij leidde een campagne tegen de stijging van het aantal dierproeven, waarbij het verantwoordelijke ministerie - dat een daling had beloofd - werd bezet. Deckers kreeg een gesprek met de minister die zijn ambtenaren beval de wet te handhaven en het aantal dierproeven flink te reduceren. Onderdeel van het gesprek was het gebruik van chimpansees. Het duurde nog jaren voordat de laatste met HIV-besmette chimpansee ("Maja") overgebracht werd naar Stichting Aap.
Deckers activeerde bij NBBV verder de regiogroepen door leden werkmappen te geven en regiogroepenconferenties en cursussen te organiseren. Deckers organiseerde gedurende enkele jaren ook een campagne tegen de vestiging van de Amerikaanse proefdierenfokker Harlan Sprague Dawley (HSD), het bedrijf dat de oorspronkelijke 'Sprague-Dawley rat' fokte. Deze rattensoort wordt tegenwoordig standaard gebruikt in dierexperimenten. Er volgden informatieve en ludieke acties, demonstraties en bezettingen.
In 1987 deed Deckers, op achttienjarige leeftijd, mee aan een actie van het Dierenbevrijdingsfront om de administratie van een veilinghuis te ontvreemden, om de bonthandel te ontregelen. Hiervoor werd hij veroordeeld tot een taakstraf.

### PETA Nederland (1993-1998)
Na 7 jaar gewerkt te hebben voor Marks & Spencer, werkte Deckers van 1993 tot aan de sluiting van het Nederlandse kantoor in 1998, als office-manager bij PETA Nederland. Hij was de drijvende kracht in het Haagse 'Comité Dierentuin Nee', waarin hij dierenrechtenactivisten, buurtbewoners en lokale politici wist te verbinden om samen te strijden tegen de komst van een nieuwe Haagse dierentuin.

### Een Dier Een Vriend (1998 - 2020)
In 1998 richtte Deckers de stichting Een Dier Een Vriend (EDEV) op, tegenwoordig bekend als Diervriendelijk Nederland. Veel oud-PETA-medewerkers stapten mee over naar de nieuwe organisatie. Een van de eerste speerpunten werd de campagne 'de Apenhel van Rijswijk' tegen het onderzoeksinstituut Biomedical Primate Research Centre (BPRC) dat biomedische testen uitvoert op apen. Met EDEV voerde Deckers jarenlang actie met als doel de sluiting van het laboratorium. In 2002 kwam door deze campagne een verbod op experimenten met mensapen en konden in 2006 de laatste chimpansees uit het centrum met pensioen naar stichting AAP. De campagne tegen het centrum wordt sindsdien voortgezet onder de naam 'Alle Apen Vrij'.
In 2001 was op SBS6 te zien hoe Deckers per telefoon filminstructies doorgaf aan Willibrord Frequin die met een camera het BPRC binnen was gekomen.
Mede dankzij de inzet van Deckers kwamen er vele doorbraken, waaronder het Europees verbod op dierproeven voor cosmetica; het voorkomen van giftigheidstests op dieren het Europese REACH programma; het verbod op zwanendriften; de sluiting van de grootste legbatterij in Nederland; het verbod op wilde dieren in circussen; en de opkomst van steeds meer diervriendelijke consumenten en mensen die zich inzetten tegen dierenleed. 
Deckers was, samen met dominee Hans Bouma, een van de initiatiefnemers van de jaarlijkse Vredesdienst voor Dieren in Amsterdam. Daar sprak Deckers over strijden "tegen onrecht, wreedheid, en domheid" en "voor compassie en rechtvaardigheid". Daarnaast was Deckers initiatiefnemer van de Diervriendelijke Parlementaire BBQ (voorheen de KlimaatBBQ), die traditioneel gehouden wordt op het Binnenhof in Den Haag, aan het begin van het zomerreces als tegenhanger van de barbecue die aangeboden werd door de vleesindustrie.

## Visie
In 2003 gaf Deckers aan te staan voor geweldloosheid. Over zijn actie bij het Dierenbevrijdingsfront zei hij tegenover het NRC: "Ik sta nog steeds 100 procent achter de acties die ik voor het Dierenbevrijdingsfront heb gedaan, behalve het geweld dan." In 2018 gaf Deckers aan niet meer aan dergelijke radicale acties deel te nemen. Wel geloofde hij dat je het heft in eigen handen mag nemen als de overheid onvoldoende ingrijpt als mensen leed veroorzaken. In 2011 vatte Deckers zijn ideaal samen:
Ik denk dat mijn ideaal simpel te omschrijven is als dat ik eigenlijk wil dat onrecht stopt en dat geldt niet alleen voor dieren, maar dat geldt ook voor mensen, kinderen. Maar ik heb er voor gekozen om mij bezig te houden met dieren.  Ik vind onrecht eigenlijk walgelijk. Ik zou niet willen dat het met mijzelf gebeurt en ik wil ook niet dat het met anderen gebeurt. Zodoende kom ik voor dieren op. Redelijk simpel, dieren kunnen niet voor zichzelf opkomen. Dieren in Nederland - dan moet je denken aan 1,2 miljard dieren per jaar - die lijden op de meest verschrikkelijke manieren en allerlei doodswegen moeten meemaken. Ik vind dat niet kunnen. Ik vind dat dat anders moet. Dus kies ik er voor om mij daar voor in te zetten. — Geoffrey Deckers (2011)

## Persoonlijk
Zijn moeder, die Geoffrey en zijn zusje grotendeels alleen opvoedde, steunde haar zoon in zijn keuzes. Toen hij als zestienjarige een slachthuis bezocht, besloot hij aansluitend vegetariër te worden. Deckers was ruim dertig jaar samen met Adrie van Steijn, die Deckers in zijn functies opvolgt. In 2017 kreeg Deckers een hersenbloeding tijdens een werkbezoek in Londen. Hij gaf zichzelf echter geen rust. Eind juni 2020 werd Deckers onwel tijdens een onderzoek in het ziekenhuis. Hij kon niet meer gereanimeerd worden. Op zaterdag 11 juli 2020 werd een herdenking gehouden bij het BPRC, de plek waar Geoffrey’s activisme tegen dierenleed begon na een ‘educatief schooluitje’ aldaar met z’n biologie leraar – die er voordien gewerkt had.

## Varia
- In 2012 hielpen Deckers en andere oprichters van Een Dier Een Vriend holocaust-overlevende Marion Bienes met het vervaardigen en publiceren van haar autobiografie Why the Horses?[12][13]
- Eind 2020 werd door de in Brussel gevestigde Europese coalitie van organisaties die zich inzetten tegen dierproeven Cruelty Free Europe de Geoffrey Deckers Award gelanceerd waarmee Deckers' jarenlange inzet wordt herdacht.[27] Volgens Michelle Thew, Chief Executive bij Cruelty Free Europe is de award "hun manier om Geoffrey’s geest voor outreach en partnerschap te eren en voort te zetten." Vanaf 13 januari (de geboortedag van Deckers) 2021 wordt jaarlijks een bedrag van €6.000 uitgekeerd aan een Europees initiatief met als doelstelling een eind te maken aan dierproeven.[28]